# Трибунат
Трибунат (фр. Tribunat) — була однією з чотирьох асамблей, створених у Франції Конституцією VIII року (інші три були Державною радою, Законодавчий корпус і Консервативний Сенат). Він був офіційно заснований 1 січня 1800 року одночасно з Законодавчим корпусом. Його першим президентом був історик П'єр Дону, чий незалежний дух призвів до звільнення його з посади Наполеоном Бонапартом у 1802 році.  Трибунат взяв на себе деякі функції Ради п'ятисот, але його роль полягала лише в обговоренні проектів законів до їх ухвалення Законодавчим корпусом , при цьому законодавча ініціатива залишається за Державною радою.

## Вибори
Як і у випадку з виборами до Законодавчого корпусу, члени Трибунату не обиралися шляхом загального прямого голосування. Вони були обрані Сенатом за допомогою складного процесу з «національних списків знатних осіб» («listes nationales de notabilités»), створених після серії голосувань «en cascade» — громадяни спочатку обирали «комунальних нотаблів» з однієї десятої їх числа, які вибрали б «відомчих знатних» з однієї десятої своєї кількості, які, у свою чергу, вибрали б «національних нотаблів» з іншої однієї десятої своєї кількості.

## Функції
Функція Трибунату полягала в тому, щоб надсилати трьох ораторів для обговорення запропонованих законів з урядовими ораторами в присутності Законодавчого корпусу. Він не міг голосувати за такі закони, але його рішення мали певні наслідки, хоча б лише як консультативний висновок, причому остаточне рішення завжди поверталося як останній засіб до Першого консула, який міг або не міг брати до уваги думку Трибунату. Трибунат також міг попросити Сенат скасувати «списки правомочних, акти Законодавчого органу та уряду» через неконституційність, але думка Трибунату знову була необов’язковою.

## Історія
Невдовзі після державного перевороту 18 брюмера Трибунат став центром опозиції до режиму, який встановлював перший консул. Крім того, 7 січня Бенжамен Констан увійшов до Трибунату і у промові, яка зробила його лідером опозиції, засудив «режим рабства і тиші», який готував Бонапарт. Трибунат складався з ліберальних діячів, таких як Констан, чию незалежну точку зору Бонапарт вважав шкідливою для громадського порядку та політичної єдності, яку він намагався встановити. Таким чином, його було вперше очищено після його протистояння проекту Civil Civil у 1802 році (чистка стала можливою завдяки маневру - Трибунат частково поновлювався через регулярні проміжки часу, але було невідомо, хто з Трибунату буде першим усунений, і тому Наполеон обрав своїх опонентів), а потім припинений указом Сенату в 1807 році, а його функції та члени, що залишилися, були включені до Законодавчого корпусу.

## Сессії
- 1-ша сесія: з 1 січня 1800 (11 nivôse рік VIII) до 7 листопада 1800 (16 brumaire рік IX).
- 2-га сесія: з 22 листопада 1800 (1 фрімер рік IX) до 7 листопада 1801 (16 брюмер рік X).
- 3-тя сесія: з 22 листопада 1801 (1 фримерний рік X) до 14 серпня 1802 (26 термідорний рік X).
- 4-та сесія: з 20 серпня 1802 (2 фруктидор рік X) до 20 серпня 1803 (2 фруктидор рік XI).
- 5-та сесія: з 26 вересня 1803 (3 вандемійський рік XII) до 2 червня 1804 (13 преріальний рік XII).
- 6-та сесія: з 2 грудня 1804 (11 frimaire рік XIII) до 30 грудня 1805 (9 nivôse рік XIV).
- 7-а сесія: з 1 січня 1806 року по 12 травня 1806 року.
- 8-а сесія: з 14 серпня 1807 року по 18 вересня 1807 року.